# Паломино, Луис
Лу́ис Паломи́но (исп. Luis Palomino; род. 9 октября 1980, Лима) — перуанский боец смешанного стиля, представитель лёгкой и полулёгкой весовых категорий. Выступает на профессиональном уровне начиная с 2006 года, известен по участию в турнирах бойцовских организаций Bellator, WSOF, ACB, CFA и др. Владел титулами чемпиона XFC и CFA в полулёгком весе.

## Биография
Луис Паломино родился 9 октября 1980 года в городе Лима, Перу.

### Начало профессиональной карьеры
Дебютировал в смешанных единоборствах на профессиональном уровне в июне 2006 года, с переменным успехом дрался в различных американских промоушенах, преимущественно на территории штата Майами. В декабре 2008 года претендовал на титул чемпиона Xtreme Fighting Championships в лёгком весе, но не смог победить действующего чемпиона Джона Малоу — в пятом раунде попался в удушающий приём сзади и вынужден был сдаться.

### Bellator Fighting Championships
Имея в послужном списке восемь побед и только три поражения, Паломино привлёк к себе внимание новообразованной американской организации Bellator Fighting Championships и сразу же стал участником гран-при полулёгкого веса. Тем не менее, уже на стадии четвертьфиналов раздельным решением судей уступил Эстевану Пайану.
На последующих турнирах Bellator одержал три победы и потерпел два поражения, в том числе в четвертьфинале очередного гран-при проиграл сдачей будущему чемпиону организации Пэту Каррену.

### Championship Fighting Alliance
Начиная с 2011 года плотно сотрудничал с небольшим промоушеном Championship Fighting Alliance, где в общей сложности выиграл пять поединков. Претендовал здесь на титул чемпиона в лёгком весе, но в чемпионском бою единогласным решением был побеждён бразильцем Луисом Фирмину. Также по очкам проиграл здесь известному мексиканскому бойцу Эфраину Эскудеро.

### World Series of Fighting
В 2014 году Паломино присоединился к крупной американской организации World Series of Fighting, дважды дрался в титульных боях с американцем Джастином Гейджи, но оба раза потерпел поражение нокаутом. Участвовал в гран-при WSOF лёгкого веса, сумев дойти до полуфинала, где был остановлен Брайаном Фостером.

### Absolute Championship Berkut
В 2017 году перешёл в российский промоушн Absolute Championship Berkut, выиграл здесь два первых поединка, затем два поединка проиграл.

## Статистика в профессиональном ММА
| Боёв 41  | Побед 26 | Поражений 15 |
| -------- | -------- | ------------ |
| Нокаутом | 15       | 5            |
| Сдачей   | 2        | 3            |
| Решением | 9        | 7            |

| Результат | Рекорд | Соперник             | Способ                     | Турнир                                         | Дата             | Раунд | Время | Место                   | Примечание                                              |
| --------- | ------ | -------------------- | -------------------------- | ---------------------------------------------- | ---------------- | ----- | ----- | ----------------------- | ------------------------------------------------------- |
| Поражение | 26-15  | Лом-Али Эскиев       | Единогласное решение       | ACB 84                                         | 7 апреля 2018    | 3     | 5:00  | Братислава, Словакия    |                                                         |
| Поражение | 26-14  | Юсуф Раисов          | Единогласное решение       | ACB 67                                         | 19 августа 2017  | 3     | 5:00  | Грозный, Россия         |                                                         |
| Победа    | 26-13  | Маркос Винисиус Шмиц | Единогласное решение       | ACB 61                                         | 20 мая 2017      | 3     | 5:00  | Санкт-Петербург, Россия |                                                         |
| Победа    | 25-13  | Муса Хаманаев        | TKO (удары руками)         | ACB 51                                         | 13 января 2017   | 2     | 3:35  | Ирвайн, США             |                                                         |
| Поражение | 24-13  | Шеймон Мораис        | Единогласное решение       | WSOF 31                                        | 17 июня 2016     | 3     | 5:00  | Машантакет, США         | Вернулся в полулёгкий вес.                              |
| Поражение | 24-12  | Брайан Фостер        | TKO (удары руками)         | WSOF 25                                        | 20 ноября 2015   | 2     | 4:19  | Финикс, США             | Полуфинал турнира WSOF в лёгком весе.                   |
| Победа    | 24-11  | Рич Патишнок         | KO (punch)                 | WSOF 25                                        | 20 ноября 2015   | 1     | 4:55  | Финикс, США             | Четвертьфинал турнира WSOF в лёгком весе.               |
| Поражение | 23-11  | Джастин Гейджи       | KO (удары руками)          | WSOF 23                                        | 18 сентября 2015 | 2     | 4:30  | Финикс, США             | Бой за титул чемпиона WSOF в лёгком весе.               |
| Поражение | 23-10  | Джастин Гейджи       | TKO (удары)                | WSOF 19                                        | 28 марта 2015    | 3     | 3:57  | Финикс, США             | Бой за титул чемпиона WSOF в лёгком весе.               |
| Победа    | 23-9   | Льюис Гонсалес       | KO (ногой в голову)        | WSOF 12                                        | 9 августа 2014   | 1     | 4:42  | Лас-Вегас, США          |                                                         |
| Победа    | 22-9   | Жоржи Патину         | KO (удары руками)          | WSOF 8                                         | 18 января 2014   | 2     | 4:20  | Холливуд, США           |                                                         |
| Поражение | 21-9   | Эфраин Эскудеро      | Единогласное решение       | CFA 12: Sampo vs. Thao                         | 12 октября 2013  | 3     | 5:00  | Корал-Гейблс, США       |                                                         |
| Победа    | 21-8   | Роберт Вашингтон     | KO (удар рукой)            | CFA 11: Kyle vs. Wiuff 2                       | 24 мая 2013      | 1     | 3:23  | Корал-Гейблс, США       | Претендентский бой CFA в лёгком весе.                   |
| Поражение | 20-8   | Луис Фирмину         | Единогласное решение       | CFA 09: Night of Champions                     | 19 января 2013   | 5     | 5:00  | Корал-Гейблс, США       | Бой за титул чемпиона CFA в лёгком весе.                |
| Победа    | 20-7   | Жесиас Кавалканти    | KO (удары руками)          | CFA 07: Never Give Up                          | 30 июня 2012     | 3     | 1:41  | Корал-Гейблс, США       |                                                         |
| Победа    | 19-7   | Джеймс Уорфилд       | Единогласное решение       | CFA 06: Palomino vs. Warfield                  | 13 апреля 2012   | 3     | 5:00  | Корал-Гейблс, США       | Бой в промежуточном весе 71,7 кг.                       |
| Победа    | 18-7   | Чарльз Беннетт       | KO (удар рукой)            | CFA 04: Izquierdo vs. Cenoble                  | 17 декабря 2011  | 1     | 3:59  | Корал-Гейблс, США       |                                                         |
| Победа    | 17-7   | Джеймс Эдсон Берто   | Единогласное решение       | W-1 MMA: Reloaded                              | 15 октября 2011  | 3     | 5:00  | Майами, США             |                                                         |
| Поражение | 16-7   | Пэт Каррен           | Сдача (перуанский галстук) | Bellator 46                                    | 25 июня 2011     | 1     | 3:49  | Майами, США             | Четвертьфинал гран-при Bellator в полулёгком весе.      |
| Победа    | 16-6   | Питер Гримс          | Сдача (рычаг локтя)        | Championship Fighting Alliance: The Title      | 6 мая 2011       | 4     | 4:59  | Майами, США             | Выиграл введённый титул чемпиона CFA в полулёгком весе. |
| Победа    | 15-6   | Дарон Крюйкшенк      | KO (удары)                 | G-Force Fights: Bad Blood 5                    | 26 февраля 2011  | 1     | 3:52  | Гранд-Рапидс, США       |                                                         |
| Победа    | 14-6   | Джаррод Кард         | Единогласное решение       | XFC 13: Unstoppable                            | 3 декабря 2010   | 5     | 5:00  | Тампа, США              | Выиграл титул чемпиона XFC в полулёгком весе.           |
| Поражение | 13-6   | Ив Эдвардс           | Единогласное решение       | Bellator 24                                    | 12 августа 2010  | 3     | 5:00  | Холливуд, США           |                                                         |
| Победа    | 13-5   | Хосе Фигероа         | Единогласное решение       | Bellator 21                                    | 10 июня 2010     | 3     | 5:00  | Холливуд, США           |                                                         |
| Победа    | 12-5   | Хорхе Масвидаль      | Раздельное решение         | G-Force Fights: Bad Blood 3                    | 4 февраля 2010   | 3     | 5:00  | Майами, США             |                                                         |
| Победа    | 11-5   | Рафаэл Диас          | TKO (удары руками)         | Unconquered 1: November Reign                  | 20 ноября 2009   | 3     | 4:47  | Корал-Гейблс, США       |                                                         |
| Поражение | 10-5   | Джонатан Брукинс     | Сдача (удушение сзади)     | G-Force Fights: Bad Blood 2                    | 26 сентября 2009 | 2     | 1:44  | Корал-Гейблс, США       |                                                         |
| Победа    | 10-4   | Трой Герхарт         | Единогласное решение       | Bellator 12                                    | 19 июня 2009     | 3     | 5:00  | Холливуд, США           |                                                         |
| Победа    | 9-4    | Ник Гонсалес         | TKO (удары руками)         | Bellator 6                                     | 8 мая 2009       | 1     | 2:13  | Робстаун, США           |                                                         |
| Поражение | 8-4    | Эстеван Пайан        | Раздельное решение         | Bellator 1                                     | 3 апреля 2009    | 3     | 5:00  | Холливуд, США           | Стартовый этап гран-при Bellator в полулёгком весе.     |
| Поражение | 8-3    | Джон Малоу           | Сдача (удушение сзади)     | XFC 6: Clash of the Continents                 | 5 декабря 2008   | 5     | 1:57  | Тампа, США              | Бой за титул чемпиона XFC в лёгком весе.                |
| Победа    | 8-2    | Марк Стивенс         | Единогласное решение       | United States Fight League: War in the Woods 5 | 29 ноября 2008   | 3     | 5:00  | Ледьярд, США            |                                                         |
| Победа    | 7-2    | Эрик Рейнольдс       | KO (удар рукой)            | G-Force Fights: Bad Blood 1                    | 6 ноября 2008    | 1     | 0:38  | Майами, США             |                                                         |
| Победа    | 6-2    | Эндрю Керрон         | TKO (удары руками)         | United States Fight League: War in the Woods 4 | 13 сентября 2008 | 1     | 0:57  | Ледьярд, США            |                                                         |
| Поражение | 5-2    | Майк Бернхард        | TKO (удары руками)         | Premier X-treme Fighting                       | 8 декабря 2007   | 2     | 4:01  | Холливуд, США           |                                                         |
| Победа    | 5-1    | Патрик Микеш         | KO (удары руками)          | RIC: Cage Fighting Championships               | 6 октября 2007   | 1     | 1:10  | Форт-Лодердейл, США     |                                                         |
| Победа    | 4-1    | Стив Конли           | TKO (удары руками)         | PFL: Genesis                                   | 31 марта 2007    | 1     | 2:33  | Майами, США             |                                                         |
| Поражение | 3-1    | Тревис Кокс          | TKO (удары руками)         | World Extreme Fighting                         | 18 ноября 2006   | 1     | 1:08  | Майами, США             |                                                         |
| Победа    | 3-0    | Джереми Мэй          | Единогласное решение       | Absolute Fighting Championships 19             | 21 октября 2006  | 2     | 5:00  | Бока-Ратон, США         |                                                         |
| Победа    | 2-0    | Майк Солц            | TKO (удары руками)         | Absolute Fighting Championships 18             | 26 августа 2006  | 1     | 0:25  | Бока-Ратон, США         |                                                         |
| Победа    | 1-0    | Луис Пилато          | Сдача (удары руками)       | Absolute Fighting Championships 17             | 24 июня 2006     | 1     | 1:23  | Бока-Ратон, США         |                                                         |